# Oudewater
Oudewater – gmina w Holandii, w prowincji Utrecht.

## Miejscowości
Hekendorp, Oudewater, Papekop.